# Gunitado

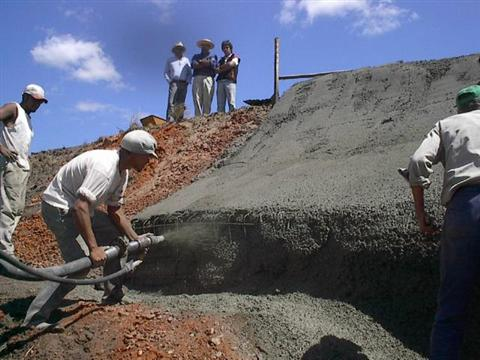
Técnica de gunitado de hormigón.

La técnica del gunitado es un sistema constructivo consistente en proyectar con un "cañón" (en inglés "gun") o manguera a alta presión hormigón, pudiendo construir sobre cualquier tipo de superficie, inclusive la tierra, con el objetivo de conseguir un muro continuo, con mayor resistencia y menor espesor, para soportar y contener la presión ejercida por el terreno, con cualquier tipo de pendiente, ofreciendo una impermeabilización óptima gracias a la baja porosidad.
En algunos países esta técnica es conocida también como proyectado, el cual puede consistir también en la proyección de mortero (sin el árido grueso). En inglés recibe la denominación de build-up: gunitado por capas (o proyección por capas), aplicación de hormigón proyectado en capas sucesivas para formar una masa de mayor espesor (build-up también es la acumulación residual de hormigón endurecido dentro de una mezcladora u hormigonera).
Una de las ventajas de esta técnica es la mayor resistencia por metro cuadrado, es decir, con menos material se consigue mayor resistencia y durabilidad. También revierte en la firmeza de la estructura que está gunitada al obtener una capa compacta y sólida.
Esta técnica puede ser utilizada para revestir barrancos e impedir riesgos de posibles desprendimientos, con un grado de durabilidad que hace que su mantenimiento sea pequeño.
El gunitado ha revolucionado el mundo de la construcción de piscinas, ya que añade a una impermeabilización total, una estanqueidad óptima del vaso de la piscina al existir menos poros en las paredes del mismo. Gracias a la versatilidad de está técnica, se pueden construir piscinas de diseños originales aun teniendo formas complicadas para las técnicas tradicionales, con unos óptimos acabados.
El desarrollo de esta técnica ha dado lugar a una nueva forma de aplicación de revestimientos continuos a los edificios, propiciando la aparición de una nueva gama de morteros de características específicas para facilitar el proyectado conocidos normalmente como morteros monocapa, si bien no todos los monocapas son proyectables ni todos los morteros proyectables están ideados para que con una sola capa quede terminado el revestimiento. Los morteros específicos para proyección monocapa suelen contener componentes sintéticos en su dosificación.
La aplicación del gunitado se hace con bombas de mortero, bombas de hormigón o gunitadoras en via seca. 